# NGC 2696
NGC 2696 ist eine elliptische Galaxie vom Hubble-Typ E im Sternbild Hydra südlich der Ekliptik. Sie ist schätzungsweise 579 Millionen Lichtjahre von der Milchstraße entfernt.
Das Objekt wurde im Jahre 1886 von Ormond Stone entdeckt.